# نهر سيلاو
نهر سيلاو هو نهر في شمال سومطرة، إندونيسيا.